# Guerrillers a les Filipines
 Guerrillers a les Filipines  (original: American Guerrilla in the Filipines) és una pel·lícula estatunidenca dirigida per Fritz Lang, estrenada el 1951 i doblada al català

## Argument
A l'estiu de 1942 a les Filipines, una llanxa americana és destruïda per avions japonesos. Els supervivents arriben a la costa, i decideixen separar-se. Un d'ells, Chuck Palmer decideix organitzar la guerrilla.

## Repartiment
- Tyrone Power: Chuck Palmer
- Micheline Presle: Jeanne Martinez
- Tom Ewell: Jim Mitchell
- Robert Patten: Lovejoy
- Tommy Cook: Miguel
- Juan Torena: Juan Martinez
- Jack Elam: Locutor
- Robert Barrat: General Douglas MacArthur

## Producció
Iliff Richardson era l'oficial executiu del vaixell PT 34. Després de ser enfonsat pels japonesos, Richardson i una dotzena d'americans intenten tripular un vaixell outrigger a Austràlia, però el vaixell és enfonsat en una tempesta. Finalment s'ajuntaven a les guerrilles filipines, instal·lant una cadena de ràdios per mantenir en contacte els diversos grups entre ells i amb les forces Aliades a Austràlia. Després de l'alliberació de les Filipines, Richardson dictava les seves memòries al corresponsal de guerra Ira Wolfert, que les publicava el 1945 com An American Guerilla in the Philippines. El llibre es va convertir en un Book-of-the-Month Club i va ser publicat el març de 1945 a Readers Digest.
Darryl F. Zanuck de la 20th Century Fox va comprar els drets i Lamar Trotti va escriure un guió cinematogràfic l'agost de 1945. La idea original era filmar la pel·lícula a Puerto Rico amb Fred MacMurray i William Bendix i dirigida per Henry King, però els plans posteriors van fer protagonista a John Payne i Linda Darnell i rodada a l'Illa Santa Catalina (Califòrnia). El final de la guerra va portar Zanuck a aparcar totes les pel·lícules amb temàtica relativa a la Segona Guerra Mundial.